# Cosmorhoe crepuscularia
Cosmorhoe crepuscularia là một loài bướm đêm trong họ Geometridae.